# 분란전
분란전(紛亂戰, insurgency)은 어떤 권위(예컨대 국가 따위)에 대한 반란으로서, 그 반란 수행자가 교전단체로 인정받지 않는 경우를 말한다. 분란을 진압하는 군사행동을 대분란전(counter-insurgency)이라고 한다.
모든 반란이 분란의 형태인 것은 아니다. 시민불복종 같은 비폭력 반란도 존재한다. 혹 무장반란의 형태를 가진다고 해도 반군과 반란을 진압하는 하나 이상의 주권국 사이에 교전권 상태가 확고하다면 역시 분란이라 하지 않는다. 예컨대 미국 내전 당시 남부맹방은 미승인국으로서 주권국이 아니었지만, 교전단체로서는 인지되고 있었고 남부맹방의 군함들은 해외 항구에서 미합중국 군함과 동등한 권리를 누릴 수 있었다. 때문에 미국 내전은 반란(rebellion)이기는 해도 분란은 아니다.
때로는 한 국가 내에 복수의 분란이 발생할 수도 있다. 예컨대 이라크 분란은 하나의 합법정부와 다수의 분란집단 사이에 벌어지는 내란의 전형적 예시이다. 그 외에도 과거를 보면 러시아 내전이 분쟁 참여 세력들이 양극화되지 않고 다극화된 분란의 양상을 보였다.

## 같이 보기
- 비대칭전
- 반란적 아나키즘
- 비정규전
- 레이건 독트린
- 북캅카스 반란